# Чаба Герчак
Чаба Герчак (угор. Csaba Gercsák, 19 серпня 1988) — угорський плавець.
Учасник Олімпійських Ігор 2008, 2012 років.
Призер Чемпіонату світу з водних видів спорту 2011 року.